# Château de Izadkhvast
Le château d'Izadkhvast est un château de la ville d'Izadkhvast, en Iran, construit par les Sassanides,,.
IL est situé à proximité du Caravansérail d'Izadkhvast.

## Galerie

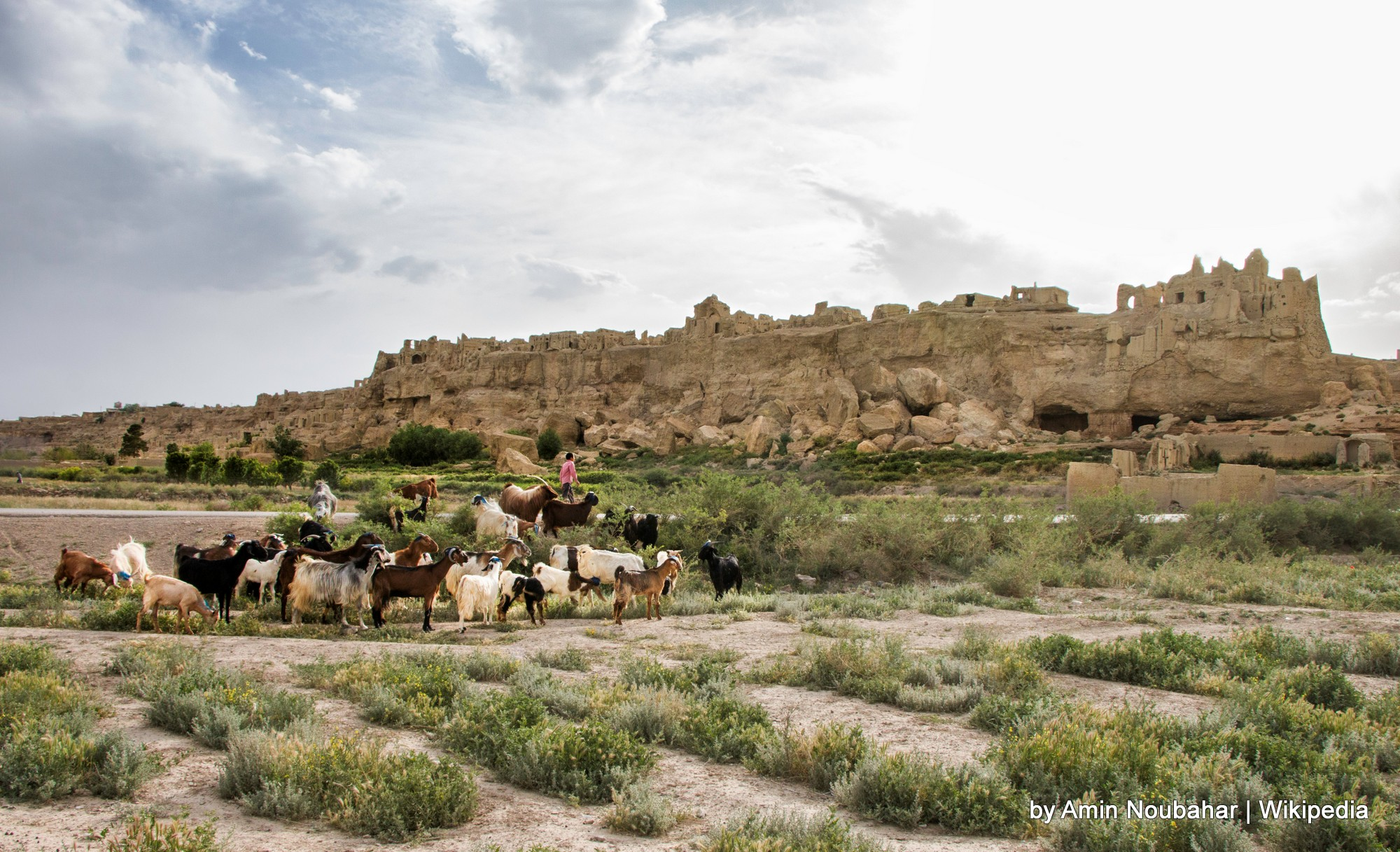
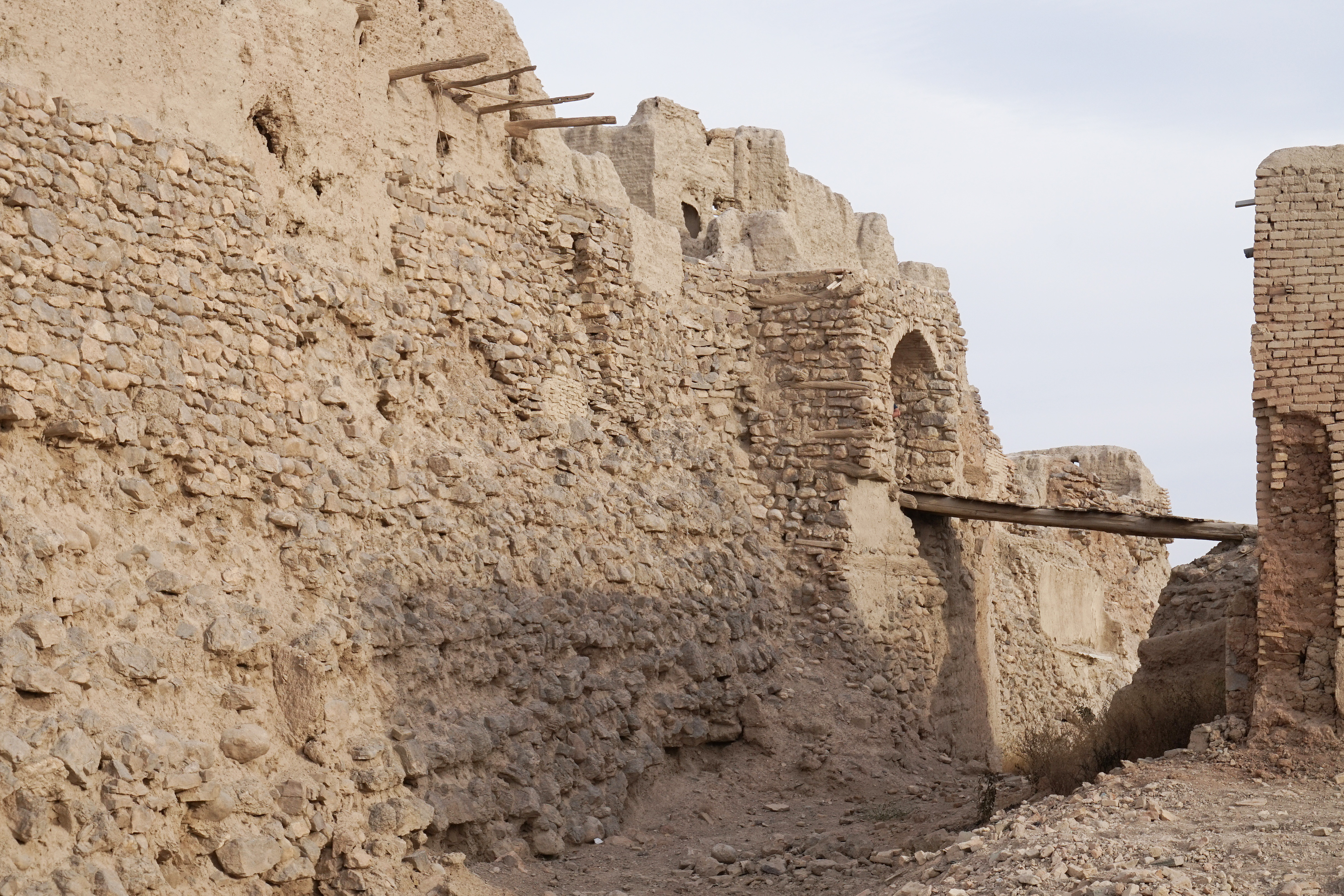
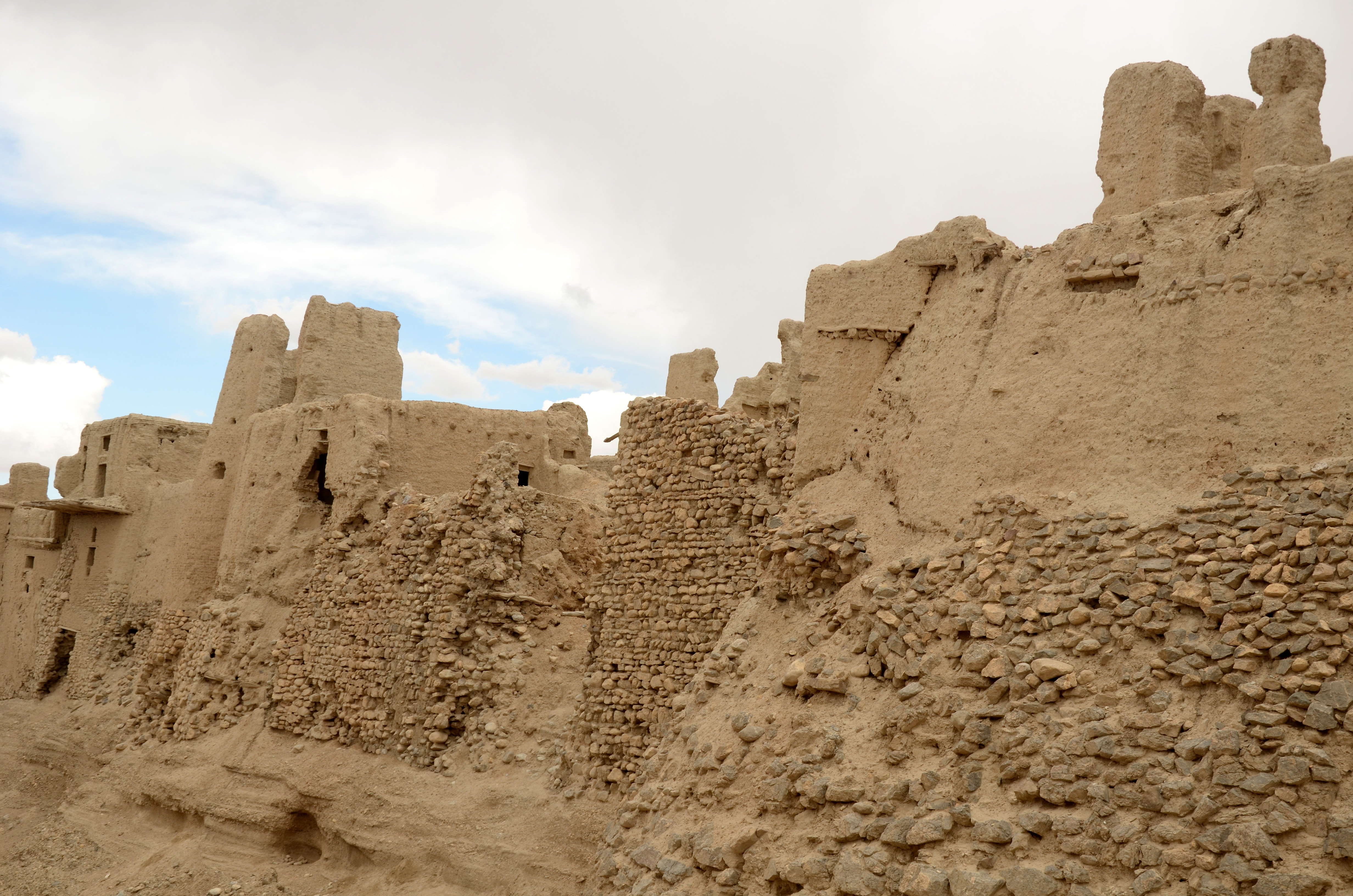
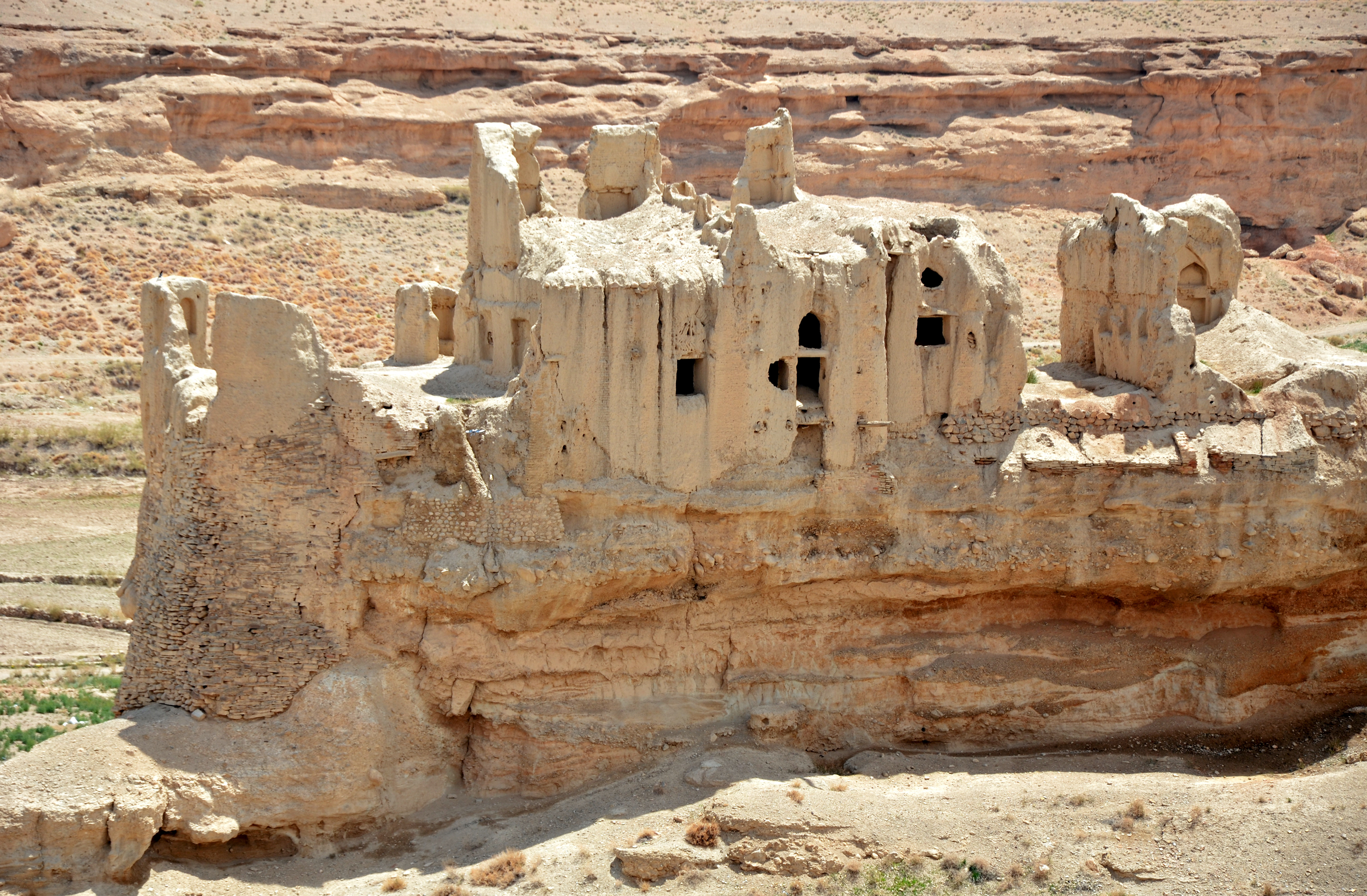
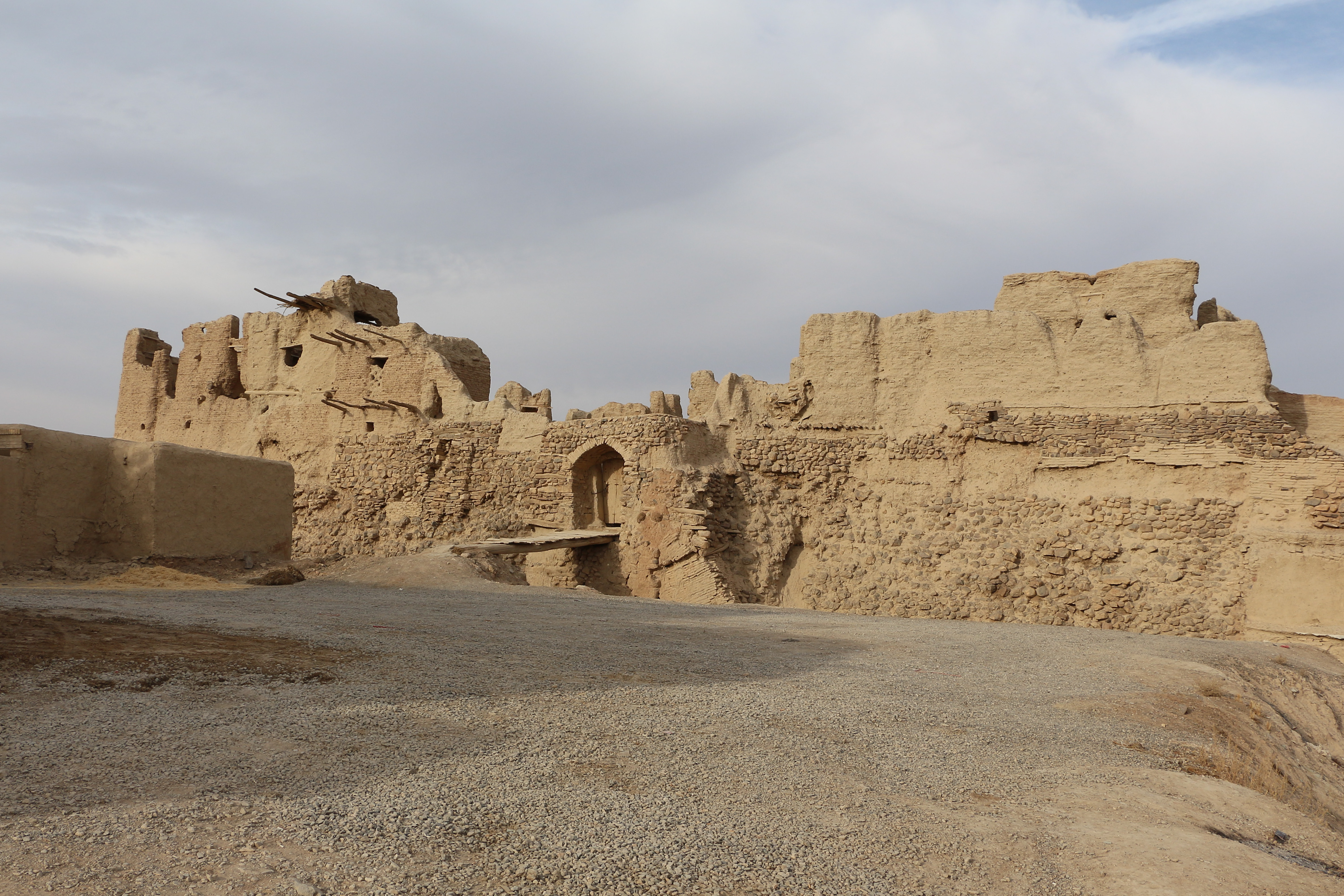
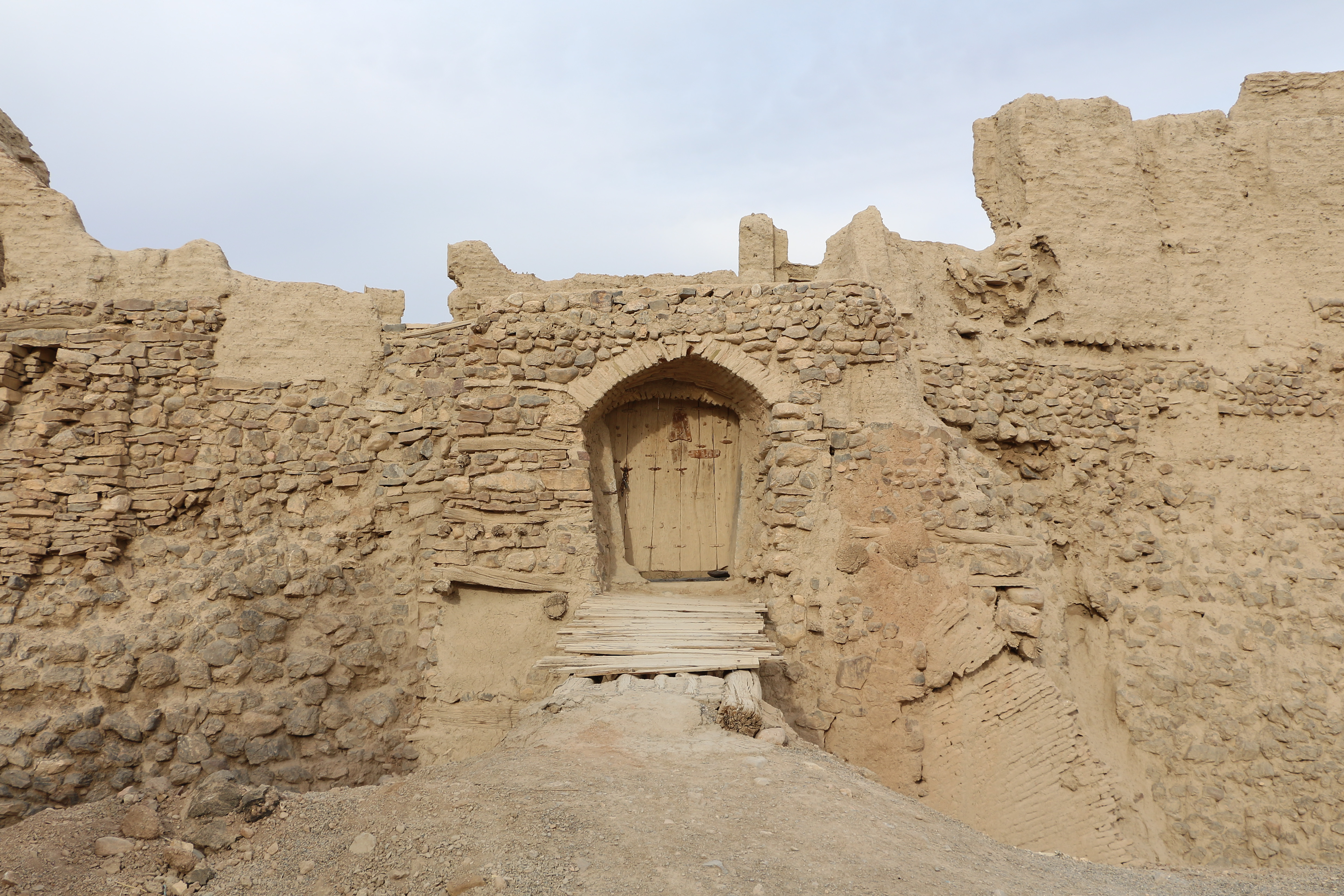
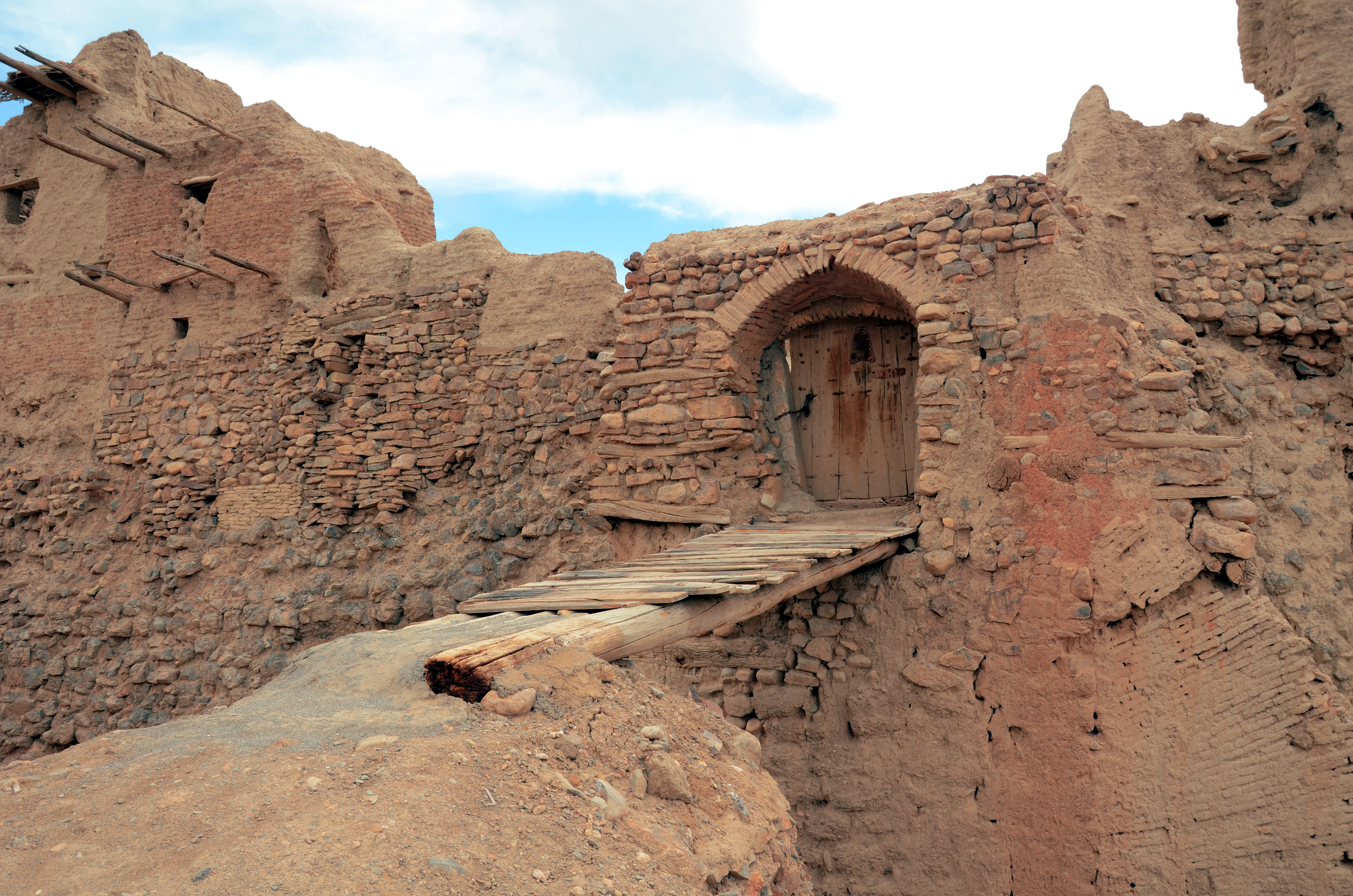
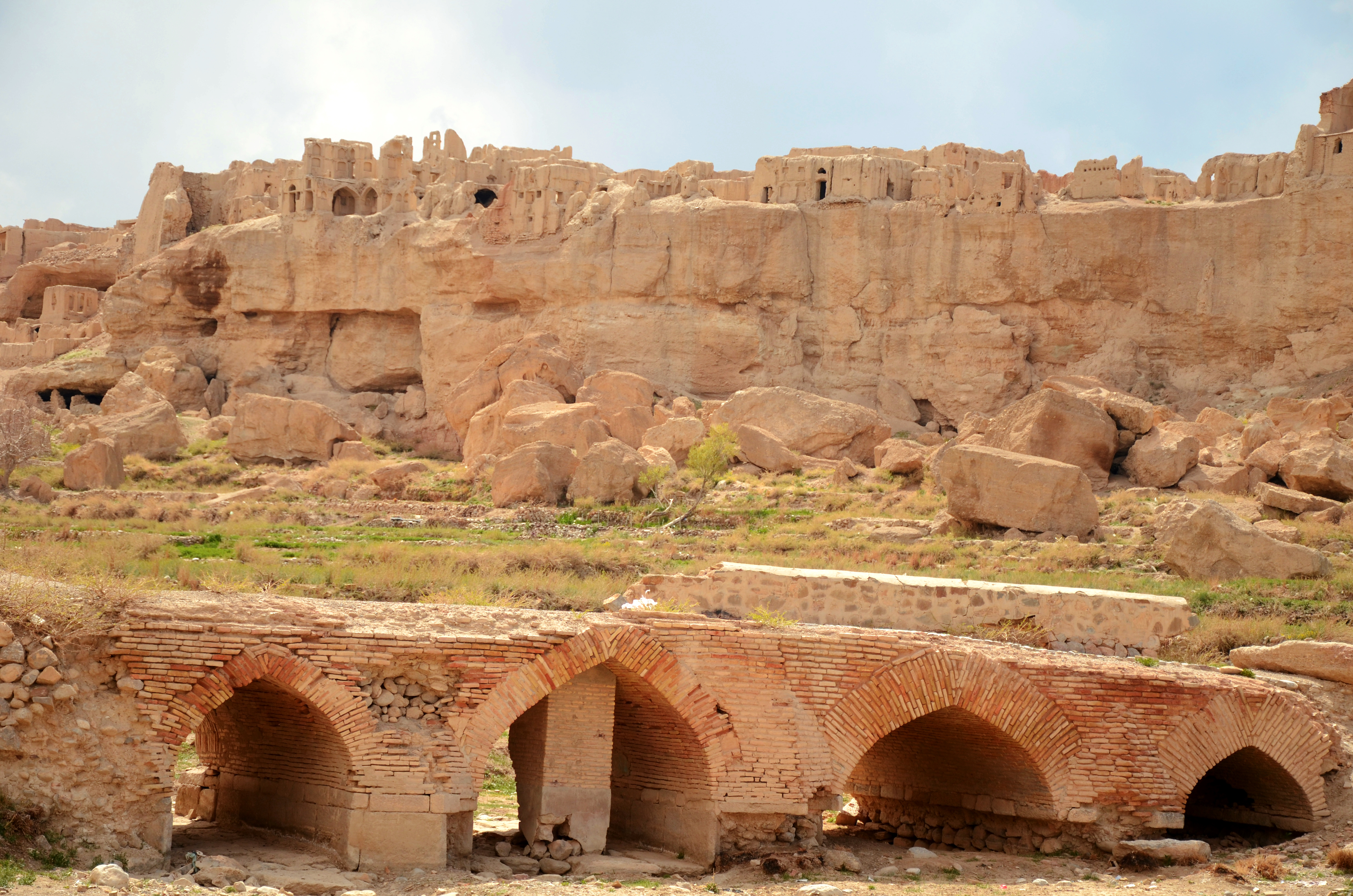